# Елизаветино (Михайловский район)
Елизаветино — деревня Грязновского сельского поселения Михайловском районе Рязанской области России.

## Общие сведения

### География
Деревня находится между рек Пашечка и Волосовка.
На севере расположились д. Киндяково, на западе — Осовец, на юге — Поздное, на юго-востоке — Грязное.

### Транспорт
На востоке проходит Московская железная дорога участка Ожерелье — Павелец.
Ближайшая станция — Лужковская.

### Население
| 2007 | 2010 |
| ---- | ---- |
| 4    | ↘1   |

### Климат
Климат умеренно континентальный, характеризующийся тёплым, но неустойчивым летом, умеренно-суровой и снежной зимой. Ветровой режим формируется под влиянием циркуляционных факторов климата и физико-географических особенностей местности. Атмосферные осадки определяются главным образом циклонической деятельностью и в течение года распределяются неравномерно.
Согласно статистике ближайшего крупного населённого пункта — г. Рязани, средняя температура января −7.0 °C (днём) / −13.7 °C (ночью), июля +24.2 °C (днём) / +13.9 °C (ночью).
Осадков около 553 мм в год, максимум летом.
Вегетационный период около 180 дней.

## История
Населённый пункт находился в одном ряду с д. Митино, Сашино, которых сейчас не существует.
Данные селения возникли в середине XIX в. в связи с разделом помещиком Коробьиным земельных владений между детьми Дмитрием, Александром и Елизаветой, откуда произошло и название деревни.

## Интересные факты
- Крестные ходы в деревне были в Духов день.